# Gola di Vintgar

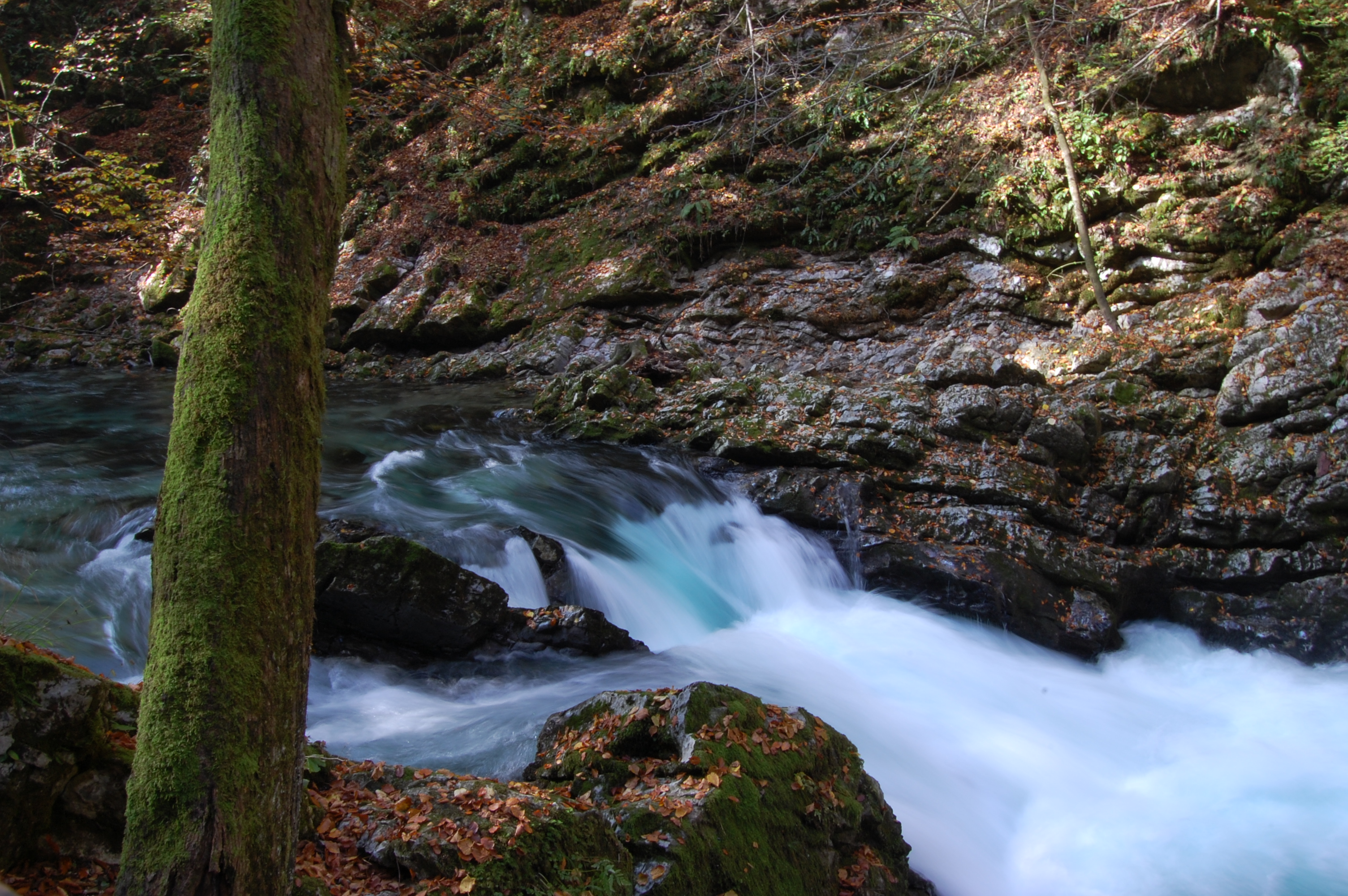
Una delle numerose cascatelle

La Gola di Vintgar è una gola situata nel parco nazionale del Tricorno, in Slovenia.

## Geografia
La gola si trova a circa 4 chilometri a nord-ovest della località di Bled, nelle immediate vicinanze del villaggio di Gorje. Si sviluppa per 1.600 metri, snodandosi lungo un percorso scavato in millenni tra le rocce dei monti Hom e Boršt dal torrente Radovna. Nella gola si trova la cascata del Šum, che ha uno sviluppo di circa 16 metri.

## Storia
La gola fu scoperta nel 1891 da Jakob Žumer e dal cartografo Benedikt Lergetporer.
Dal 26 agosto 1893, dopo esser stata opportunamente attrezzata con sentieri, ponti e passerelle, è aperta ai visitatori.